# 川茂夫
川 茂夫（かわ しげお、1946年11月1日 - ）は、日本の実業家。初代郵便局代表取締役会長や、ゆうちょ銀行取締役兼代表執行役会長を務めた。

## 人物・経歴
石川県出身。中央大学法学部卒業後、1970年イトーヨーカ堂入社。1997年取締役物流部長に昇格。1998年取締役事業部長。2003年取締役執行役員販売事業部長。同年取締役執行役員物流部長。2004年執行役員物流部長。2006年日本郵政取締役。2007年に発足した郵便局の初代代表取締役会長に就任。2009年ゆうちょ銀行取締役兼代表執行役会長。